# Pseudomasaris vespoides
Pseudomasaris vespoides är en stekelart som först beskrevs av Cresson 1863.  Pseudomasaris vespoides ingår i släktet Pseudomasaris och familjen Masaridae. Inga underarter finns listade i Catalogue of Life.